# Tecla San Andres-Ziga
Tecla San Andres-Ziga (Naga, 23 augustus 1906 - Manilla, 17 augustus 1992) was een Filipijns jurist en politicus. San Andres-Ziga was de eerste vrouwelijke bar topnotcher en de tweede vrouwelijk senator van de Filipijnen.

## Biografie
Tecla San Andres-Ziga werd geboren op 23 augustus 1906 in Naga in de Filipijnse provincie Camarines Sur. Ze studeerde rechten aan de University of the Philippines en behaalde in 1930 als valedictorian haar bachelor-diploma. Datzelfde jaar slaagde ze met de beste score van haar jaar voor het toelatingsexamen van de Filipijnse balie en was daarmee de eerste vrouwelijk bar topnotcher. San Andres-Ziga trad daarop in dienst van het, in die tijd vooraanstaande, advocatenkantoor DeWitt, Perkins en Brady. Na zeven jaar als advocaat ging ze werken bij de overheid. Vijftien jaar lang werkte ze als juridisch onderzoeker op de divisie Legal Opinion van het Filipijns ministerie van justitie. 
In 1955 werd ze tijdens speciaal uitgeschreven verkiezingen gekozen tot lid van het Filipijns Huis van Afgevaardigden namens het 1e kiesdistrict van Albay. Ze mocht hierdoor de termijn van haar zwager Lorenzo Ziga afmaken, na diens overlijden als gevolg van een auto-ongeluk op 4 november 1954. In 1957 werd ze herkozen met een termijn tot 1961. Ze was in deze periode de enige vrouwelijke afgevaardigde. In het Huis van Afgevaardigden maakte ze zich sterk voor de rechten van vrouwen en kinderen. Na afloop van haar termijn werd San Andres-Ziga op 4 januari 1962 door president Diosdado Macapagal benoemd tot hoogste baas van het Social Welfare Administration. Bij de verkiezingen van 1963 werd San Andres-Ziga gekozen in de Filipijnse Senaat. Ze was daarmee na Geronima Pecson de tweede vrouwelijk Filipijnse senator. Ze was voorzitter van de senaatscommissies voor Social Justice and Public Welfare, Community Development en General Services.
San Andres-Ziga overleed in 1992 op 85-jarige leeftijd aan de gevolgen van een hartstilstand. Ze trouwde in 1940 met voormalig afgevaardigde en gouverneur Venancio Ziga. Hun enige zoon Victor Ziga werd in 1987 in navolging van zijn moeder gekozen in de Filipijnse Senaat.